# 厄瓜多尔水东哥
厄瓜多尔水东哥是猕猴桃科水东哥属下的一个物种，为厄瓜多尔特有植物。种加词[aequatoriensis] 错误：{{Lang}}：文本有斜体标记（帮助）意思是厄瓜多尔的。